# 아가씨를 부탁해
《아가씨를 부탁해》는 2009년 8월 19일부터 2009년 10월 8일까지 방영된 한국방송공사 수목드라마이며, 당초 <레이디 캐슬>이란 제목이었지만 폭넓은 시청자들을 확보하기 위해선, 영어 제목보다 한글 제목이 낫다고 판단하여 최종 확정했다.

## 등장 인물

### 주요 인물
- 윤은혜 : 강혜나 역 - 강산그룹 유일한 상속녀
- 윤상현 : 서동찬 역 - 전직 제비, 현직 혜나의 수행집사
- 정일우 : 이태윤 역 - 인권변호사, 유상그룹 둘째아들

### 혜나의 가족
- 이정길 : 강만호 역 - 혜나의 친할아버지, 강산그룹의 회장

### 혜나의 라이벌
- 문채원 : 여의주 역 - 동찬과 친남매 같은 사이, 구두디자이너 지망생
- 권기선 : 김승자 역 - 의주의 어머니, 조미옥의 여고동창

### 레이디캐슬 식구들
- 김승욱 : 장 집사 역 - 30년간 강씨 가문을 지킨 충직한 가신
- 박현숙 : 정민화(메이드장) 역 - 20년간 메이드일을 함
- 김영광 : 정우성 역 - 호주 집사학교를 졸업한 차세대 엘리트 집사
- 조현규 : 장동건 역 - 우성의 오른팔, 집사
- 신기현 : 이병헌 역 - 집사
- 이가현 : 이진주 역
- 한태윤 : 이선주 역
- 윤주영 : 이미주 역

### 혜나의 방해꾼
- 김명국 : 강철구 역 - 강산그룹의 이사, 강수아의 아버지
- 윤예희 : 조미옥 역 - 강수아의 어머니, 김승자의 여고동창
- 장아영 : 강수아 역 - 혜나의 친척 언니, 강산그룹 계열사의 기획실장
- 왕석현 : 강수민 역 - 강수아의 동생

### 그 외
- 박준혁 : 이태진 역 - 이태윤의 형, 유상그룹 첫째아들
- 김익 : 박수호 역 - 이태윤의 심복
- 이진샘
- 채병찬
- 김정하 : 태윤이 엄마 역
- 한지후
- 조홍수
- 위양호 : 사채업자 역
- 권율 : 박정식 역 - 혜나의 맞선남
- 오경수 : 경찰관 역
- 김광인 : 강혜나 측 변호사 역
- 전일범 : 동찬이 돈을 빌리려는 클럽 사장 역
- 조현진 : 승마장 직원 역
- 김선은 : 오 변호사 역 - 박정식 측 변호사
- 채인우
- 허태희
- 장윤서
- 박팔영
- 장문석
- 박상우
- 서윤재

### 특별출연
- 송중기 : 16번째로 해고 당한 수행집사 역

## 시청률
최저 시청률과 최고 시청률은 시청률 조사회사와 지역별로 시청률에 차이가 있을 수 있습니다.
| 2009년      | 2009년      | 2009년         | 2009년       | 2009년         | 2009년       |
| 회차        | 방송 일자   | TNmS 시청률    | TNmS 시청률  | AGB 시청률     | AGB 시청률   |
| 회차        | 방송 일자   | 대한민국(전국) | 서울(수도권) | 대한민국(전국) | 서울(수도권) |
| ----------- | ----------- | -------------- | ------------ | -------------- | ------------ |
| 제1회       | 8월 19일    | 17.4%          | 17.7%        | 16.9%          | 17.8%        |
| 제2회       | 8월 20일    | 16.3%          | 16.7%        | 15.9%          | 16.5%        |
| 제3회       | 8월 26일    | 16.4%          | 16.9%        | 14.3%          | 14.9%        |
| 제4회       | 8월 27일    | 17.4%          | 17.9%        | 15.6%          | 16.1%        |
| 제5회       | 9월 2일     | 14.9%          | 14.5%        | 14.1%          | 15.2%        |
| 제6회       | 9월 3일     | 15.1%          | 14.7%        | 14.5%          | 15.4%        |
| 제7회       | 9월 9일     | 14.4%          | 14.6%        | 12.6%          | 13.3%        |
| 제8회       | 9월 10일    | 14.6%          | 14.7%        | 13.3%          | 14.4%        |
| 제9회       | 9월 16일    | 13.8%          | 14.1%        | 13.1%          | 13.0%        |
| 제10회      | 9월 17일    | 14.3%          | 14.5%        | 12.8%          | 13.5%        |
| 제11회      | 9월 23일    | 13.6%          | 14.1%        | 13.4%          | 13.7%        |
| 제12회      | 9월 24일    | 15.0%          | 15.2%        | 14.9%          | 15.2%        |
| 제13회      | 9월 30일    | 14.8%          | 15.2%        | 14.1%          | 15.0%        |
| 제14회      | 10월 1일    | 14.1%          | 14.5%        | 13.6%          | 14.1%        |
| 제15회      | 10월 7일    | 16.1%          | 16.3%        | 15.6%          | 15.9%        |
| 제16회      | 10월 8일    | 19.0%          | 19.4%        | 18.3%          | 19.6%        |
| 평균 시청률 | 평균 시청률 | 15.5%          | 15.7%        | 14.6%          | 15.2%        |

## 수상 경력
- 2009년 KBS 연기대상 베스트 커플상, 여자 인기상 윤은혜
- 2009년 KBS 연기대상 베스트 커플상, 남자 인기상 윤상현